# Dārsīb
Dārsīb (persiska: دارسيبِه, Dārsībeh, دارسیب) är en ort i Iran.   Den ligger i provinsen Hamadan, i den nordvästra delen av landet, 400 km sydväst om huvudstaden Teheran. Dārsīb ligger 1 906 meter över havet och antalet invånare är 269.
Terrängen runt Dārsīb är huvudsakligen kuperad, men åt sydost är den bergig. Runt Dārsīb är det ganska tätbefolkat, med 93 invånare per kvadratkilometer. Närmaste större samhälle är Deh Kabūd, 10,1 km söder om Dārsīb. Trakten runt Dārsīb består i huvudsak av gräsmarker.